# Appendicula longibracteata
Appendicula longibracteata är en orkidéart som beskrevs av Henry Nicholas Ridley. Appendicula longibracteata ingår i släktet Appendicula och familjen orkidéer. Inga underarter finns listade i Catalogue of Life.